# Панч (персонаж)

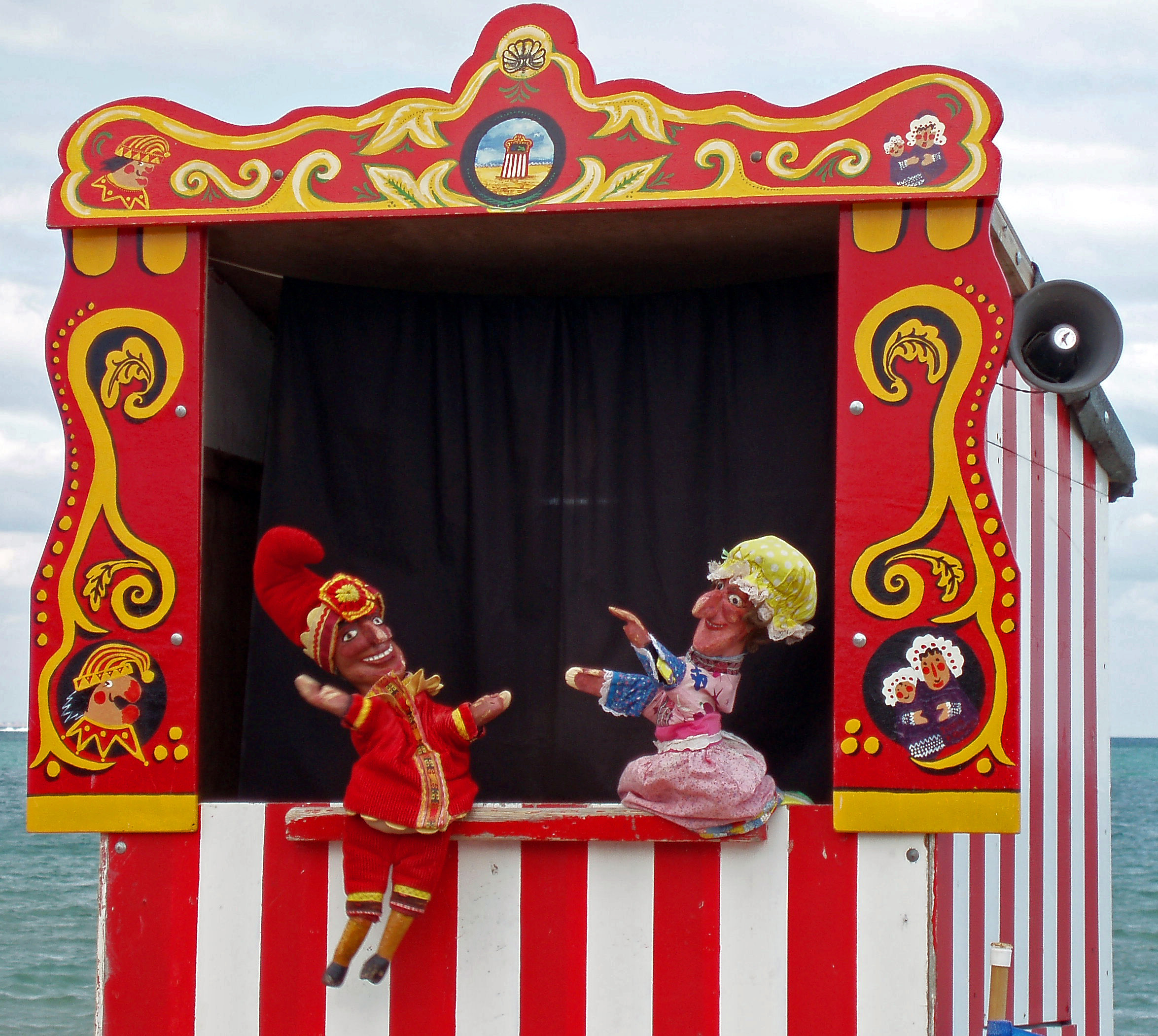
Панч и Джуди

Панч (англ. Punch, сокращение от Puncinello) — персонаж английского народного театра кукол.
Впервые Панч появился в Англии в 1662 году в представлениях итальянских марионеточников. Со временем Панч становится постоянной маской шута в кукольных представлениях.
Панч — это горбун с острым крючковатым носом, в остроконечном колпаке. Он гуляка, плут, весельчак и драчун.
На подмостках театра Панч приобрёл сценического партнёра — Джуди, вместе они составляют вот уже несколько сотен лет дуэт Панч и Джуди.
Панч близок по характеру с такими персонажами как Пульчинелла, Полишинель, Петрушка.
От его имени в английском языке образована идиома pleased as punch — быть очень довольным.